# 西里欧山

罗马七座山丘

西里欧山（拉丁語：Mons Caelius）是罗马七座山丘之一。在托里斯·奥斯蒂吕斯在位时，阿尔巴隆加（Alba longa）的全部人口被强行安置在西里欧山。根据蒂托·李维的记载，此山得名于Caelius Vibenna，是因为他在此建立了居民点，或是因为他的朋友塞尔维乌斯‧图利乌斯在他死后为了纪念他。
在共和时期，西里欧山是一个时尚的居住区，富裕居民的聚居区。卡拉卡拉浴场下的考古工作发现了有壁画和马赛克的豪华别墅的遗迹。西里欧山上的教堂有圣若望及保禄堂（Santi Giovanni e Paolo）和古老的圣斯德望圆形堂（Santo Stefano Rotondo）。